# Cuthbert Victor
Cuthbert Nicholson Victor es un exjugador de baloncesto estadounidense nacido el 30 de enero de 1983 en Saint Croix, en las Islas Vírgenes de los Estados Unidos. Mide 1.98 metros y jugaba de ala-pívot.

## Trayectoria profesional
- Cat. Inferiores: St. Joseph High School
- 00/04: Murray St. NCAA
- 04/05: CB Plasencia LEB
- 05/06: Club Bàsquet Tarragona LEB
- 06/07: Cantabria Lobos LEB
- 07/08: CAI Zaragoza LEB
- 2008/09: Club Melilla Baloncesto LEB
- 2009/11: Vive Menorca LEB, ACB  España
- 2011/12: Spartak Primorie Vladivostok  Rusia
- 2012/13: Le Mans Sarthe Basket  Francia
- 2013/15: BC Krasny Oktyabr  Rusia
- 2015/16: Ulsan Mobis Phoebus  Corea del Sur
- 2016: Capitanes de Arecibo  Puerto Rico
- 2016/17 : Incheon ET Land Elephants  Corea del Sur